# Argument moralnej ostrożności
Argument moralnej ostrożności – jeden z argumentów wykorzystywanych w dyskusji na temat dopuszczalności aborcji. Obecny jest często w pismach Kościoła katolickiego. Postuluje uznanie człowieczeństwa od początku istnienia nowego organizmu ludzkiego.

## Tło
Problem dopuszczalności aborcji wiąże się w istotny sposób z problemem statusu moralnego zarodka i płodu ludzkiego. Chodzi w nim o to, że opisowe ujęcie człowieka jako organizmu należącego do gatunku człowiek rozumny nie musi pokrywać się z wartościującym znaczeniem słowa człowiek, odnoszącego się do wspólnoty moralnej, do człowieczeństwa. Proponowano różne kryteria człowieczeństwa, mające stanowić o przynależności do niej. Niektóre postulują uznanie człowieczeństwa od samego początku istnienia nowego organizmu, inne wiążą je ze zdarzeniami biologicznymi bądź psychologicznymi w dalszym rozwoju organizmu, a nawet reakcją społeczną. Argument z moralnej ostrożności przemawia za kryterium genetycznym czy też szerzej za grupą kryterium postulujących człowieczeństwo od początku. Niekiedy łączy się go z kryterium animacji, jednak nie wiadomo również, kiedy właściwie miałaby zachodzić animacja w znaczeniu teologicznym. Takie dokumenty Kościoła katolickiego, jak Deklaracja o przerywaniu ciąży czy Instrukcja o szacunku dla rodzącego się życia ludzkiego i o godności jego przekazywania, nie umiejscawiają animacji w żadnym konkretnym czasie rozwoju wewnątrzmacicznego, co więcej – robią to celowo, powołując się na brak zgody w tej kwestii.

## Treść argumentu
Argument moralnej ostrożności wychodzi od powyższej sytuacji. Istnieją różne kryteria człowieczeństwa, a w dyskusji podnoszone są sprzeczne z sobą racje spierających się stron.
Zwolennicy tego argumentu odwołują się następnie do pewnego porównania. Opisują wysoki mur, zbyt wysoki, by można było sprawdzić, co znajduje się za nim. Dochodzące jednak zza niego dźwięki wskazują na obecność dzieci. Nie ma dowodów na ich obecność. Jednak, by dochować ostrożności, będzie należało nie podejmować żadnych działań, które mogłyby zagrozić dzieciom, jeśli miałyby one rzeczywiście być za murem. Protagoniści człowieczeństwa od początku mówią, że sytuacja z aborcją odpowiada właśnie opisanej. Nie wiadomo, czy organizm ludzki na wczesnym etapie rozwoju jest osobą, nie ma na to dowodów, ale ostrożność nakazuje traktować go na wszelki wypadek tak, jakby nią był. Nie dopuści się wtedy do sytuacji, w której zarodek byłby osobą, a zostałby poddany aborcji, co byłoby równoznaczne z zabójstwem. Jak czytamy w Deklaracji o przerywaniu ciąży, już samo narażenie się na możliwość popełnienia zabójstwa, nawet jeśli wątpi się w człowieczeństwo zygoty (którego nie można wykluczyć), stanowi z punktu widzenia nauczania Kościoła katolickiego grzech ciężki. Podobnie pisze w encyklice Evangelium Vitae Jan Paweł II, uznając, że już istnienie prawdopodobieństwa, że w przypadku zarodka chodzi o osobę, usprawiedliwia kategoryczny zakaz działań zmierzających do pozbawienia go życia. Ponadto takie postępowanie ma zabezpieczać przed wejściem na równię pochyłą, która prowadzić ma ku eugenice pozytywnej, reifikacji i instrumentalizacji życia człowieka.
Podobnie jak w argumencie z moralnej niepewności, wyższość takiego postępowania ukazuje się wedle jego zwolenników po rozważeniu dwóch sytuacji. Decyzja o dokonaniu aborcji oznacza zło tylko w przypadku, jeśli zarodek jest osobą. Decyzja o kontynuacji ciąży nie prowadzi zaś do zła niezależnie od jego moralnego statusu.
W rezultacie argument moralnej ostrożności skłania ku przyjęciu genetycznego kryterium człowieczeństwa, czy, jak mówią dokumenty Kościoła katolickiego, od momentu poczęcia (podręczniki medyczne takiego momentu nie wyróżniają).

## Krytyka
Wyżej przedstawione rozumowanie poddano krytyce. Otóż w realnym życiu zło wiąże się nie tylko z przeprowadzeniem aborcji, ale także z jej zaniechaniem. Wedle krytyków zła takiego zwolennicy powyżej przedstawionych poglądów w ogóle nie biorą pod uwagę i tylko dlatego uznają zawsze, że zło związane z aborcją przekracza zło związane z jej zaniechaniem. Zło takie może wiązać się z zagrożeniem zdrowia matki bądź poważnym ryzykiem zdrowotnym i uznaje się je często za zło większe od związanego z przeprowadzeniem aborcji, nawet uwzględniając to, że zniszczenie zarodka stanowi pewne zło, nawet jeśli nie jest on aktualnie osobą. Inne przykłady to ciąże powstałe w wyniku przestępstwa czy też przypadki ciężkiego uszkodzenia płodu – związane z wielkim cierpieniem matki.